# Núi Aso

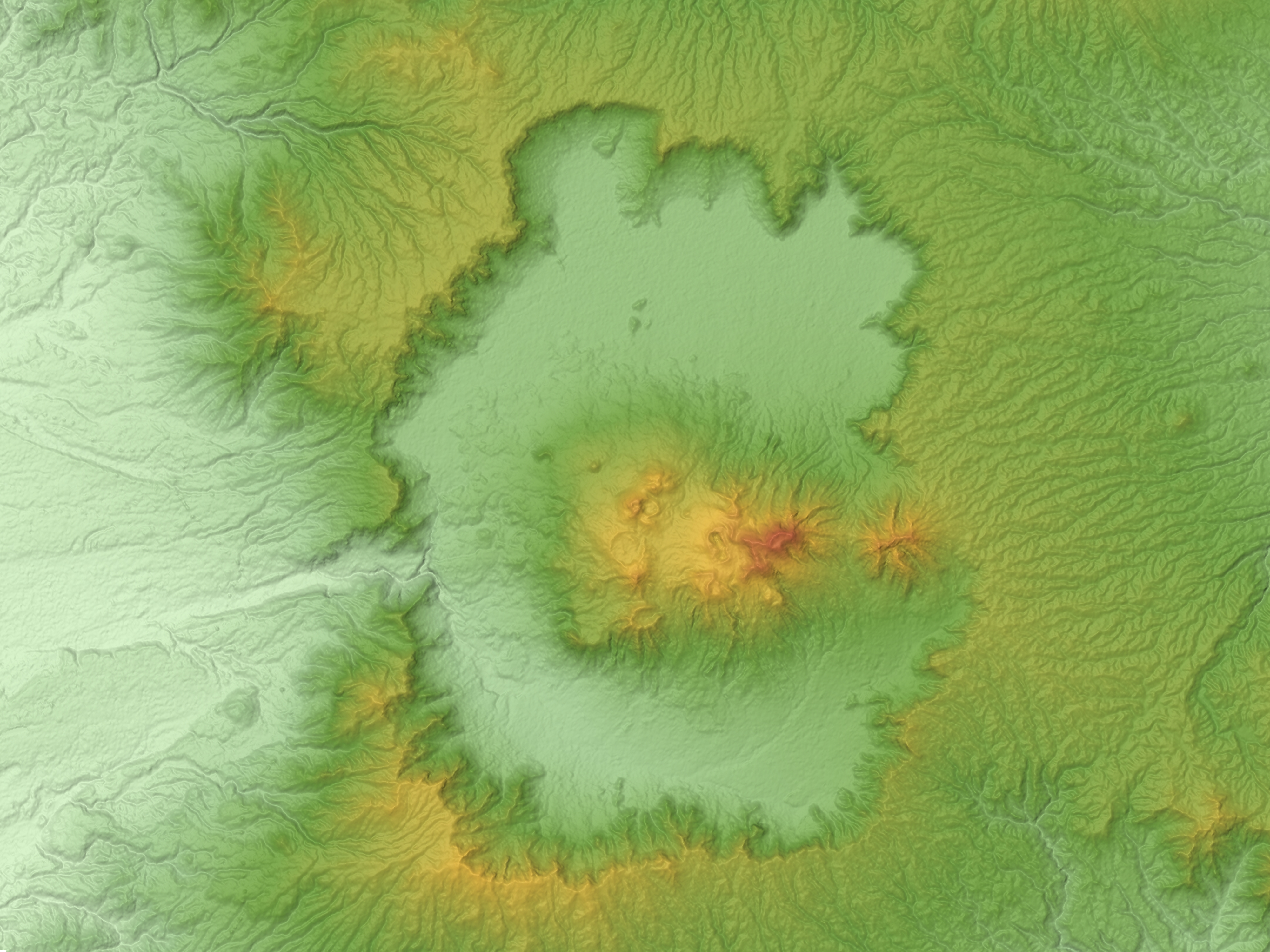
hõm chảo Aso

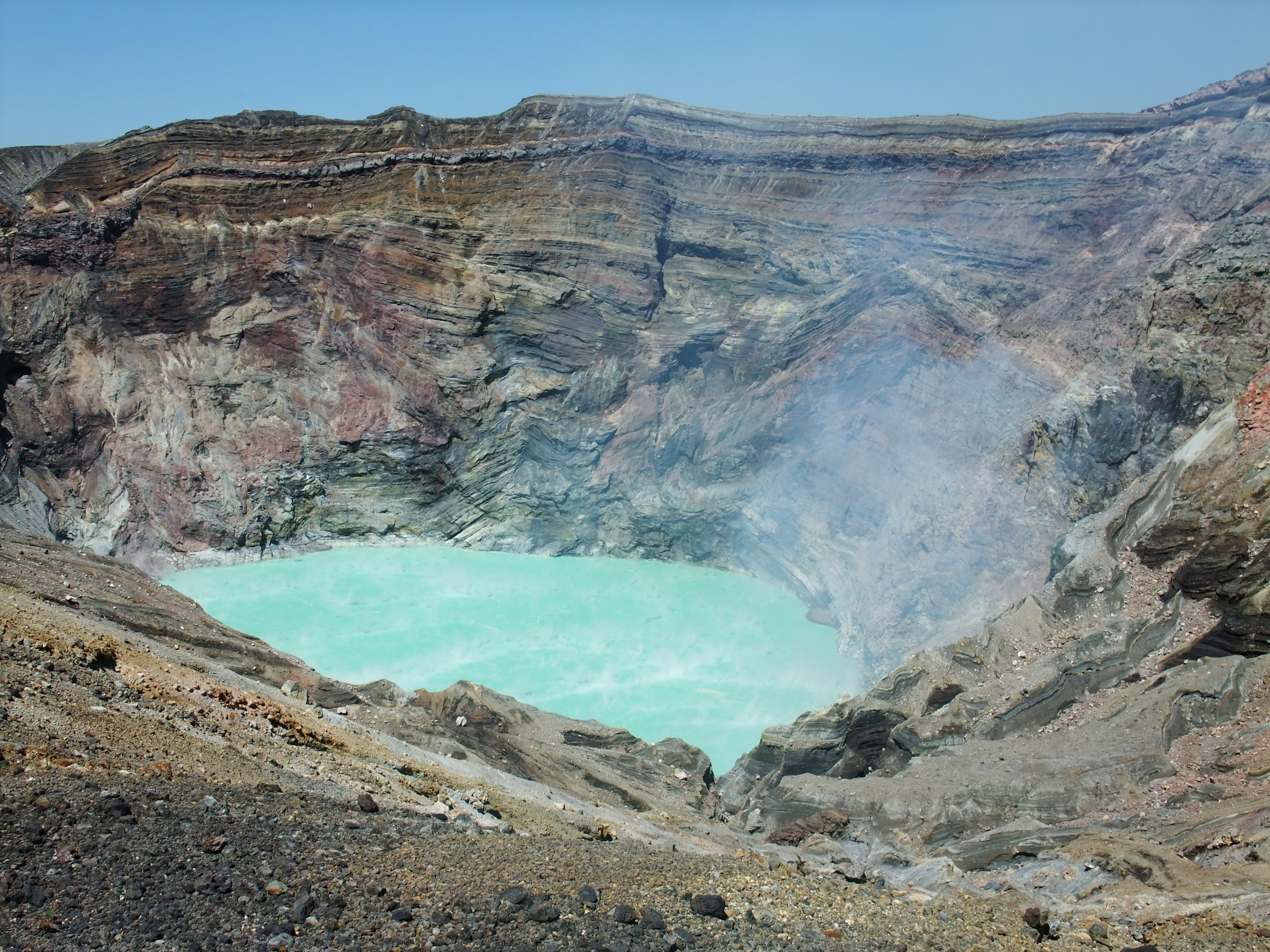
Miệng núi lửa bốc khói của núi Naka

Núi Aso (阿蘇山 (A Tô sơn)/ あそさん Aso-san) là ngọn núi lửa hoạt động lớn nhất Nhật Bản và là một trong những núi lửa lớn nhất trên thế giới. Tọa lạc tại vườn quốc gia Aso-Kujū ở tỉnh Kumamoto, trên đảo Kyushu. Đỉnh cao 1592 m so với mực nước biển. Núi Aso có một miệng núi lửa khá lớn (25 km về phía bắc-nam và 18 km về phía đông-tây) với chu vi khoảng 120 km (75 mi), mặc dù các nguồn tin khác nhau về khoảng cách chính xác.